# Adamy (Lachowice)
Adamy – część wsi Lachowice w Polsce, położona w województwie małopolskim, w powiecie suskim, w gminie Stryszawa.
Adamy znajdują się na północnych zboczach góry Opuśniak. Jest to śródleśna polana. Obecnie jedynym znajdującym się na niej zabudowaniem jest schronisko studenckie Pod Solniskiem. Adamy znajdują się w Paśmie Solnisk, które w regionalizacji fizycznogeograficznej Polski według Jerzego Kondrackiego zaliczane jest do Beskidu Makowskiego, w nowszej regionalizacji z 2018 roku do Beskidu Żywiecko-Orawskiego, a w najszerszym ujęciu do Beskidu Żywieckiego.